# Чекмасов, Василий Степанович
Василий Степанович Чекмасов (1921-1945) — старший сержант Рабоче-крестьянской Красной Армии, участник Великой Отечественной войны, Герой Советского Союза (1945).

## Биография
Василий Чекмасов родился в 1921 году в селе Большое Микушкино (ныне — Исаклинский район Самарской области). Чуваш. После окончания неполной средней школы работал в колхозе. В 1940 году Чекмасов был призван на службу в Рабоче-крестьянскую Красную Армию. С декабря 1943 года — на фронтах Великой Отечественной войны.
К февралю 1945 года старший сержант Василий Чекмасов командовал отделением 18-го отдельного моторизованного понтонно-мостового батальона 3-й понтонно-мостовой бригады 1-го Украинского фронта. Отличился во время боёв в Германии. 3 февраля 1945 года Чекмасов, находясь в боевом охранении моста через Одер в районе германского населённого пункта Шайдельвитц, обнаружил фугасы на надувных лодках, спущенные по течению реки противником с целью подорвать мост. Ему удалось потопить все лодки, кроме одной, которую Чекмасов уничтожил ценой своей жизни. Похоронен в Шайдельвице, ныне Szydłowice, гмина Любша, Бжегский повят, Опольское воеводство, Польша.

## награды
Указом Президиума Верховного Совета СССР от 10 апреля 1945 года старший сержант Василий Чекмасов посмертно был удостоен высокого звания Героя Советского Союза. Также был награждён орденами Ленина и Красной Звезды.
В честь Чекмасова названа улица и установлен обелиск в его родном селе.